# 張棐
張棐（1496年—1555年），字體周，號西岡，直隸廣平府邯鄲縣人，民籍，明朝政治人物。

## 生平
正德十四年（1519年）己卯科順天鄉試第十一名舉人，嘉靖十一年（1532年）中式壬辰科會試第二百十六名，三甲第四十七名進士。授南直隸金壇縣知縣，十四年（1535年）遭逢父母喪事，十七年（1538年）補河南延津縣知縣。時遇糧作歉收，盜賊蜂起，張棐賑濟災民，救活者甚多，盜賊相誡不入其境。明世宗南巡時，所過府縣耗費大量錢財，延津縣單獨獲免，地方人士編歌謠稱：「前有長清張父，後有邯鄲張母」，嘉靖十八年（1539年）十一月獲拔擢為南京河南道監察御史，二十年二月实授。張棐為官清忠亮直，同僚間的奏章，多由他擬稿。其後至長江下游巡按，獲傳揚具有御史的本質。三十四年（1555年）返京復命中途染上疾病，抵家而卒。

## 家族
曾祖張晉，訓導；祖父張錫，太僕寺少卿；父張瀚，贈文林郎知縣。母譚氏。慈侍下。妻謝氏。兄張杲（監生），弟張渠。子張炯、張煜、張煌。